# 루슬란 피메노프
루슬란 발레리예비치 피메노프(러시아어: Руслан Валерьевич Пименов, 1981년 11월 25일 ~ )는 러시아의 전직 축구 선수로, 포지션은 공격수였다. 러시아 프리미어리그에서 활동했으며, 러시아 국가대표팀 소속으로도 활약한 바 있다.

## 구단 경력
그는 주로 로코모티프 모스크바에서 활약했으며, 이후 알라니야 블라디캅카스에서 잠시 뛰었다. 2005년부터 2006년까지는 프랑스의 메스에서 활약하였다.
2007년에는 디나모 모스크바로 이적하였으나, 곧 감독 안드레이 코벨레프가 피메노프의 체력 부족을 이유로 팀 훈련 참여를 금지시켰다. 피메노프는 이후 오랜 기간 경기에 나서지 못한 채 지내다 2009년 12월이 되어서야 계약 해지를 통보받았다.
2010년에는 벨라루스 프리미어리그 소속의 디나모 민스크로 이적하며 마지막으로 현역 무대에 모습을 드러냈고, 이후 선수 생활을 마무리하였다.

## 국가대표팀 경력
피메노프는 러시아 국가대표팀에서 총 4경기에 출전하였다. 그는 2002년 FIFA 월드컵에 출전한 러시아 국가대표팀의 최종 명단에 포함되었다.
또한 1998년 4월, 스코틀랜드에서 열린 UEFA U-18 유럽 축구 선수권 대회에 참가한 러시아 U-18 국가대표팀에도 선발되었다. 당시 러시아는 조별 리그에서 이스라엘과는 1-1로, 크로아티아와는 득점 없이 비겼으며, 우크라이나에게는 2-1로 패해 승리를 거두지 못하고 조 최하위로 탈락했다. 피메노프가 이 경기들에 실제로 출전했는지는 확인되지 않았다.

## 사생활
피메노프는 과거 글리케리야 시로코바와 결혼하였다. 두 사람은 글리케리야가 로코모티프 모스크바 구단에서 스태프로 근무하던 시절 처음 만났다. 슬하에는 딸 크리스티나 피메노바를 두고 있으며, 크리스티나는 세계적으로 알려진 아동 모델로 활동했다.
크리스티나에게는 글리케리야의 첫째 자녀이자 이복언니인 나탈리아가 있다.